# 弥生町站
弥生町站（：／ Misaengjeong yeok */?）曾为韩国铁路龙山线上的一个车站，位于首尔龙山区，现在已被孝昌站覆盖，已于1944年废止。

## 历史
- 1929年9月20日：开始使用[1]。
- 1944年3月31日：停用本站[2]。